# 王朝璽
王朝璽（15世紀—16世紀），四川瀘州合江縣人，明朝政治人物。

## 生平
王朝璽是嘉靖三十四年（1555年）舉人，授齊東知縣，有清介名聲，辭官時身無長物，適逢齊東饑荒，他開倉賑濟窮民，全活甚眾，到九十六歲才去世，入祀鄉賢祠。

## 引用
1. 1 2  嘉慶《合江縣志·卷三十八·人物志》：王朝璽 嘉靖乙卯舉人，知山東齊東縣事，以清介著聞，及歸囊無餘物，適本邑歲歉，朝璽罄倉困以賑窮民，全活甚眾，卒年九十育六，崇祀鄉賢祠。《通志》誤作瀘州人。
2. ↑  四庫全書《四川通志·卷九上·人物》：王朝璽 州人，嘉靖乙卯鄉薦，任山東齊東縣，以清介著節，及歸囊橐蕭然，適邑大饑，罄粟賑貸窮民，壽九十六歲。